# Nirad Mohapatra

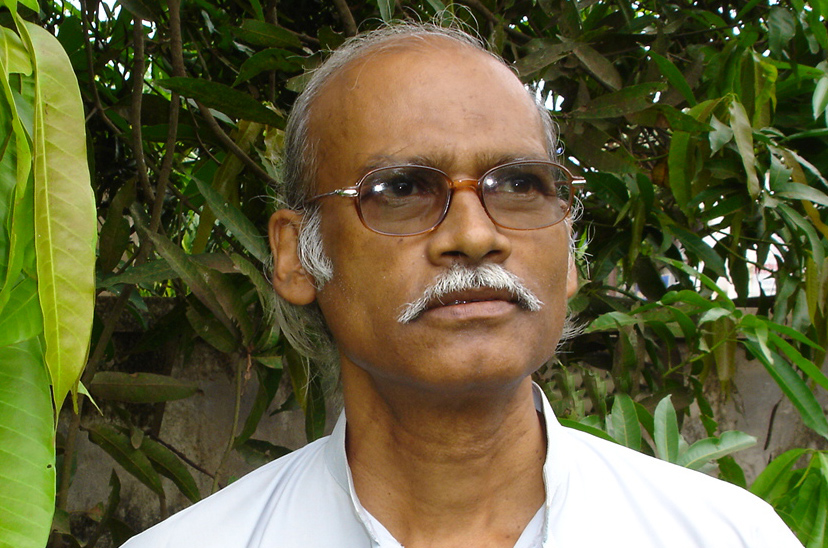
Nirad Mohapatra (2004)

Nirad Narayan Mohapatra (Oriya ନୀରଦ ମହାପାତ୍ର Nīrad Mahāpātra; * 12. November 1947 in Bhadrak, Orissa; † 19. Februar 2015 in Mumbai, Maharashtra) war ein indischer Filmregisseur, Dokumentarfilmer und Filmtheoretiker.

## Leben
Nach einem B.A.-Abschluss begann Mohapatra 1967 ein M.A.-Studium der Politikwissenschaft an der Utkal University in Bhubaneswar, das er jedoch kurz darauf wieder abbrach, um sich seiner Leidenschaft für das Kino zu widmen. Er schrieb sich 1968 für einen Kurs in Filmregie am Film and Television Institute of India in Pune ein, den er 1971 mit Diplom absolvierte. Während seines Studiums zeigte sich sein Verständnis in Filmtheorie. Nach seiner Rückkehr in seine Heimat Orissa fand Mohapatra keine hinreichende Gelegenheit zur Filmarbeit und er kehrte als Dozent an die Regiefakultät der Filmhochschule in Pune zurück. Dort lehrte er zwischen 1972 und 1974. Zu seinen Schülern gehörten unter anderem Girish Kasaravalli, Jahnu Barua, Saeed Akhtar Mirza, Ketan Mehta, Manmohan Mohapatra und Vidhu Vinod Chopra.
In Bhubaneswar leitete Mohapatra von 1974 bis 1983 einen Filmclub namens „Cinexstasy“ und schrieb Filmartikel in der Oriya-Kulturzeitschrift „Mana Phasal“. Daneben war er als Gastdozent am FTII und der Utkal University und als Dokumentarfilmer tätig.
Mit finanziellen Mitteln der National Film Development Corporation konnte Nirad Mohapatra 1983 seinen ersten und einzigen Spielfilm Maya Miriga realisieren. Mit minimalem Budget und Amateurdarstellern drehte er in Puri diese Analyse des Zerfalls einer Großfamilie der Mittelschicht in einer orissanischen Kleinstadt. Der Film war ein großer Kritikererfolg und wurde auf zahlreichen Filmfestivals im In- und Ausland gezeigt. Auf dem Internationalen Filmfestival Mannheim-Heidelberg gewann er 1984 den „Wettbewerb Dritte Welt“ und auf dem Hawaii International Film Festival wurde er mit einem Spezialpreis der Jury ausgezeichnet. 1985 weilte Mohapatra auf einer Vorlesungsreise durch vier US-Universitäten.
Ab 1986 wandte er sich wieder der Dokumentarfilmarbeit zu. Er porträtierte den Tanz Chhau in Mayurbhanj, Malerei in Orissa und den Odissi-Tanz. Mohapatra war Mitglied von Filmfestivaljurys und beriet indischen Filminstitute (Satyajit Ray Film and Television Institute in Kolkata und Biju Patnaik Film and Television Institute in Cuttack).
Er starb an den Komplikationen einer Biopsie-Operation wegen eines – sich nicht bewahrheiteten – Krebsverdachts.

## Filmografie
- 1971: Sunmica
- 1971: Confrontation
- 1975: Dhaulagiri Shantistupa
- 1978: The Story of Cement
- 1983: Maya Miriga
- 1986: Chhau Dances of Mayurbhanj
- 1987: Pat Paintings of Orissa
- 1988: The Vanishing Forests
- 1990: New Horizon
- 1991: Aparajita
- 1995: Maestros of Odissi
- 1996: A Ray of Hope
- 1999: Joyful Learning
- 2001: Chilika – A Fragile Eco-System
- 2002: T.B. – A Curable Killer
- 2005: Jasoda